# ژیل دوسپ
ژیل دوسپ (انگلیسی: Gilles Duceppe؛ زادهٔ ۲۲ ژوئیهٔ ۱۹۴۷) یک سیاست‌مدار اهل کانادا است. وی رهبر حزب بلاک کبکوا، از احزاب سیاسی فعال کانادا است که بیشتر در استان کبک فعالیت دارد.